# Prevlaka

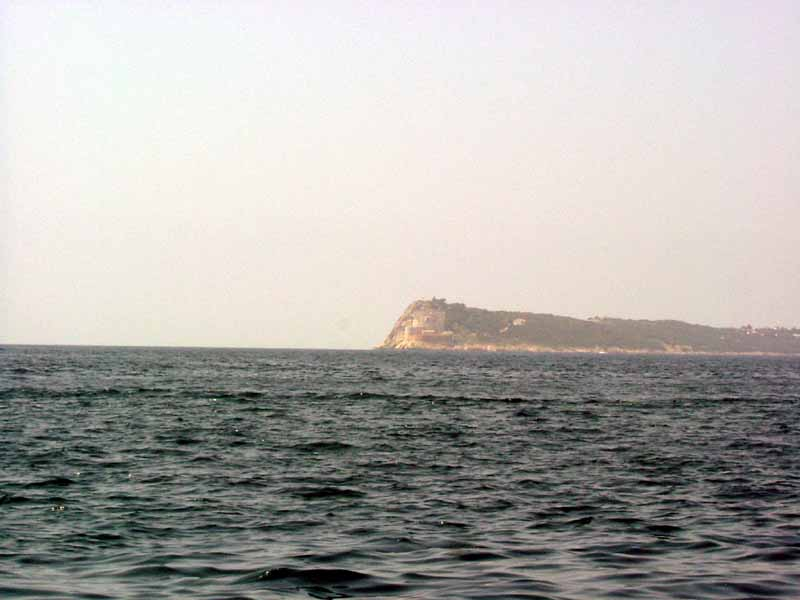
Kaap Oštro (Punta d’Ostro) op schiereiland Prevlaka

Prevlaka is een schiereiland bij de ingang van de Baai van Kotor. Het is het zuidelijkste punt van Kroatië. Tegenover Prevlaka ligt het schiereiland Luštica. Tussen de twee schiereilanden bevindt zich het eiland Mamula.
Door de strategische ligging van Prevlaka en de nabijheid van een marinebasis is Prevlaka al verscheidene keren aanleiding geweest voor ruzies tussen Kroatië en Joegoslavië. Begin jaren 1990, tijdens de Kroatische Onafhankelijkheidsoorlog, bezette Joegoslavië het schiereiland. In 1996 spraken de twee landen af om het te demilitariseren, waarop VN-waarnemers kwamen om daarop toe te zien. In 2002 kwamen ze overeen dat Prevlaka voorlopig bij Kroatië zou horen, in afwachting van internationale arbitrage. Het schiereiland wordt door het in 2006 onafhankelijk geworden Montenegro erkend als territorium van Kroatië.

## Bevolking
Op schiereiland Prevlaka wonen 24 mensen, die allemaal etnische Montenegrijnen zijn.

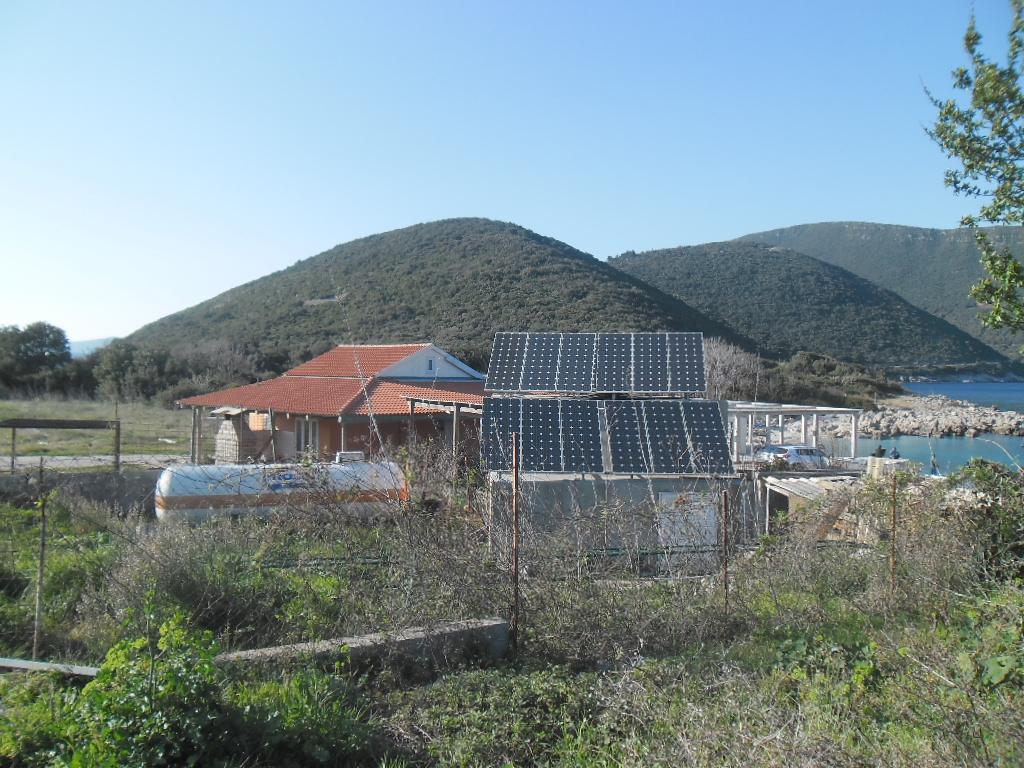
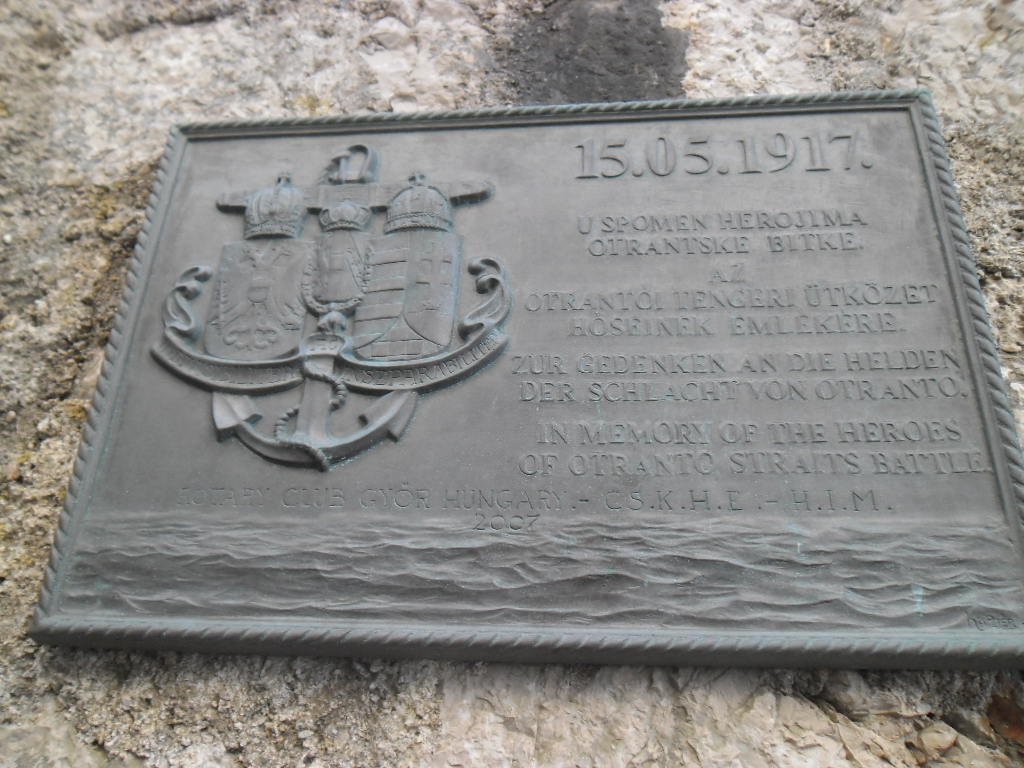
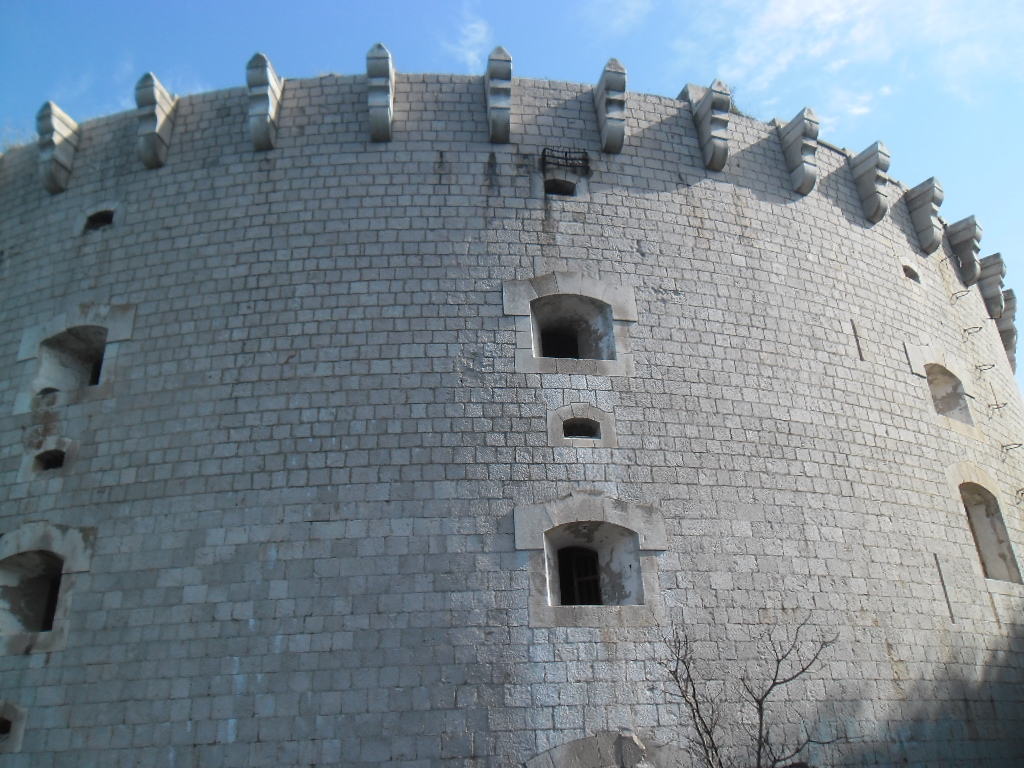
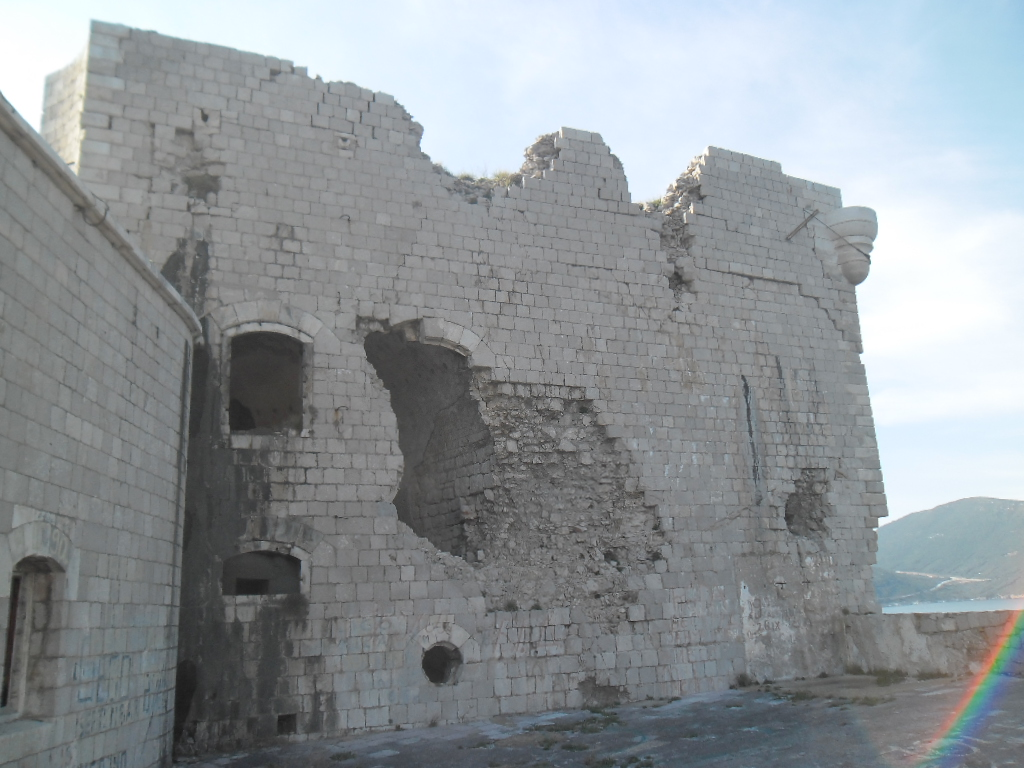
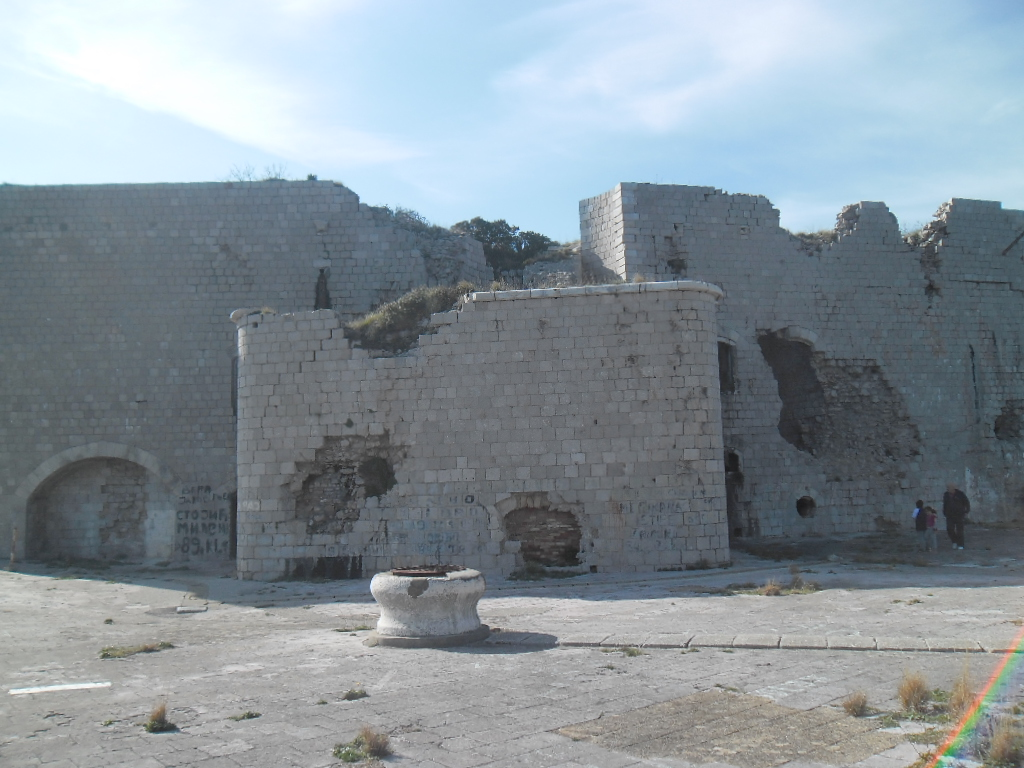
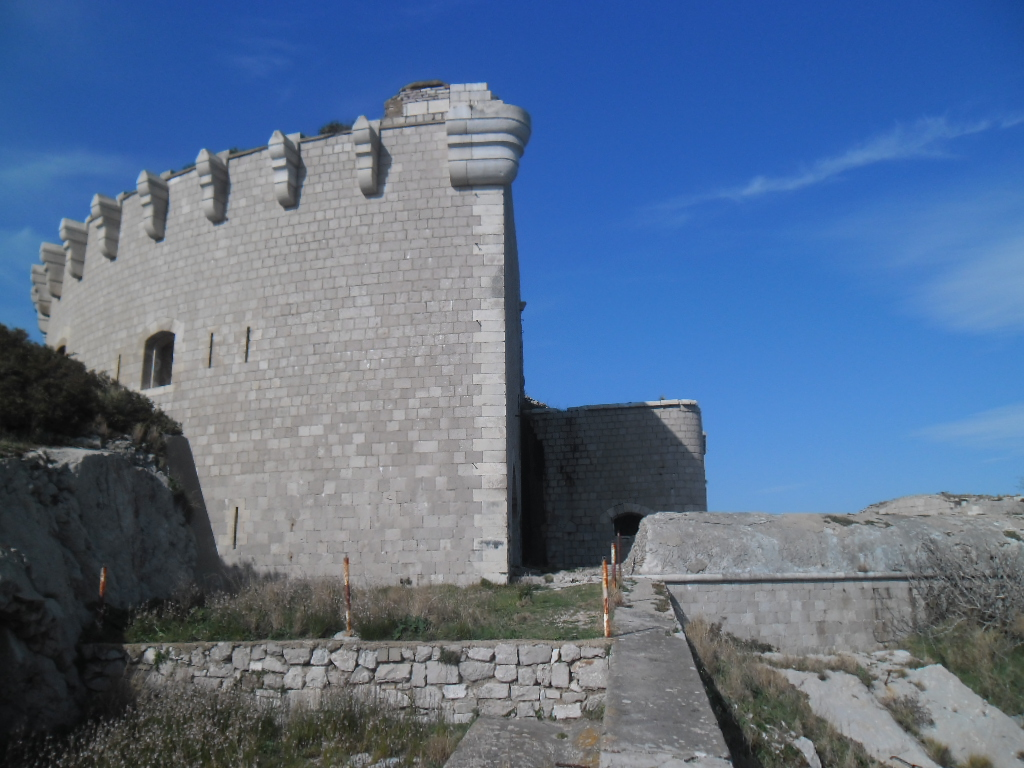
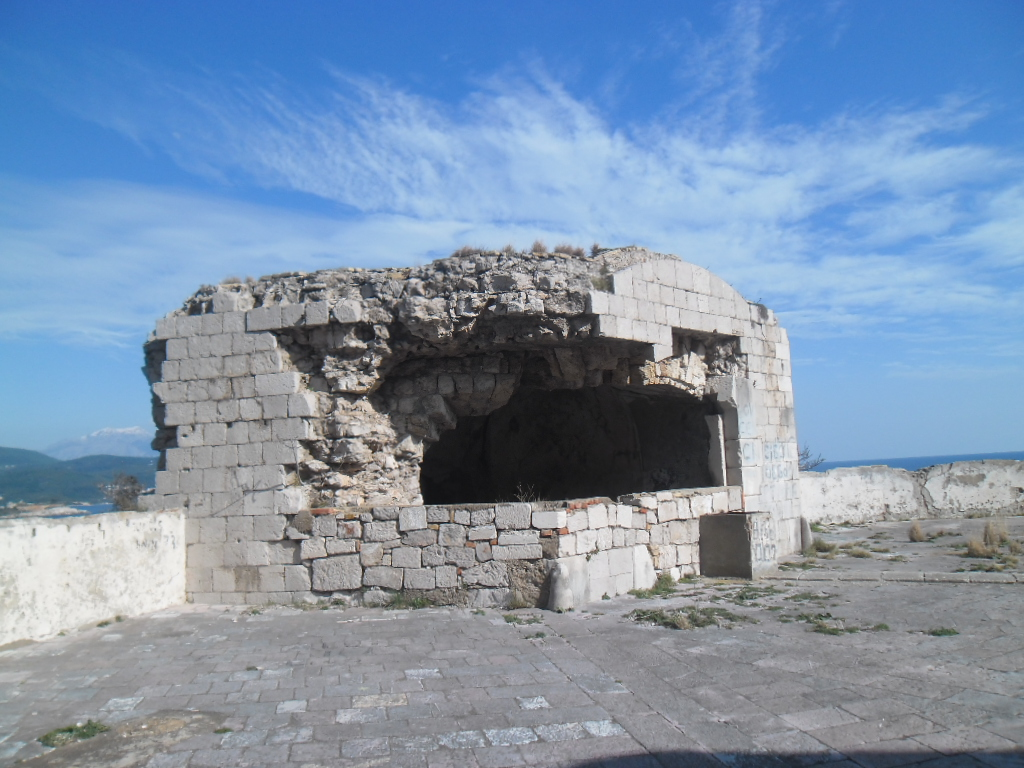
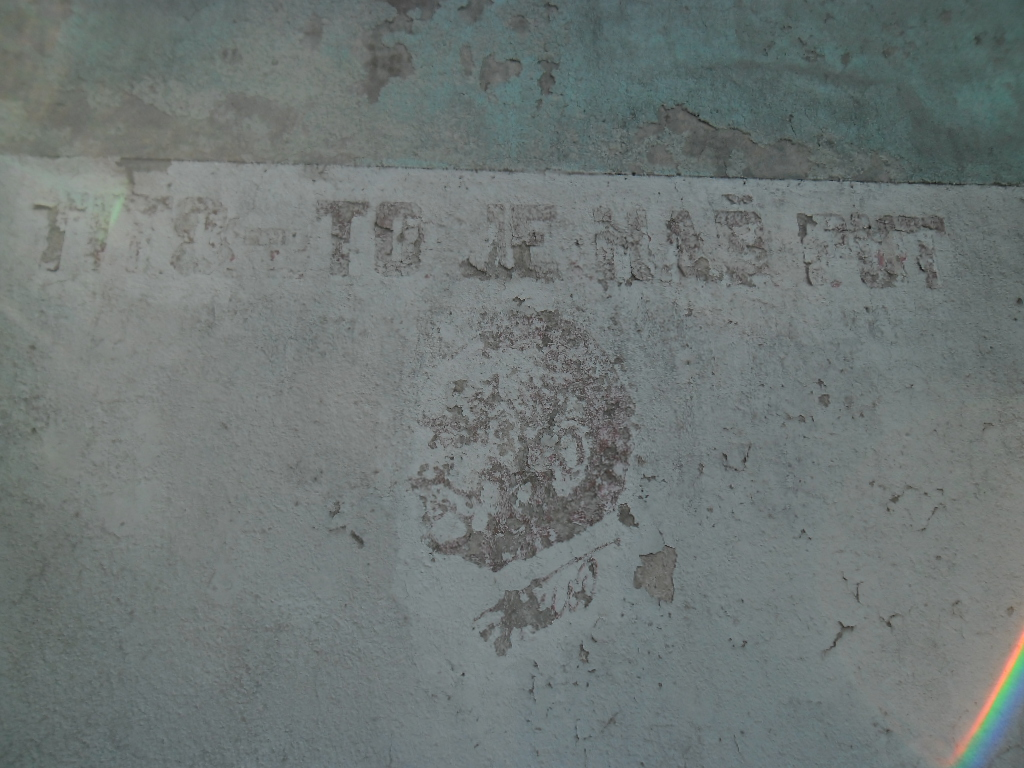
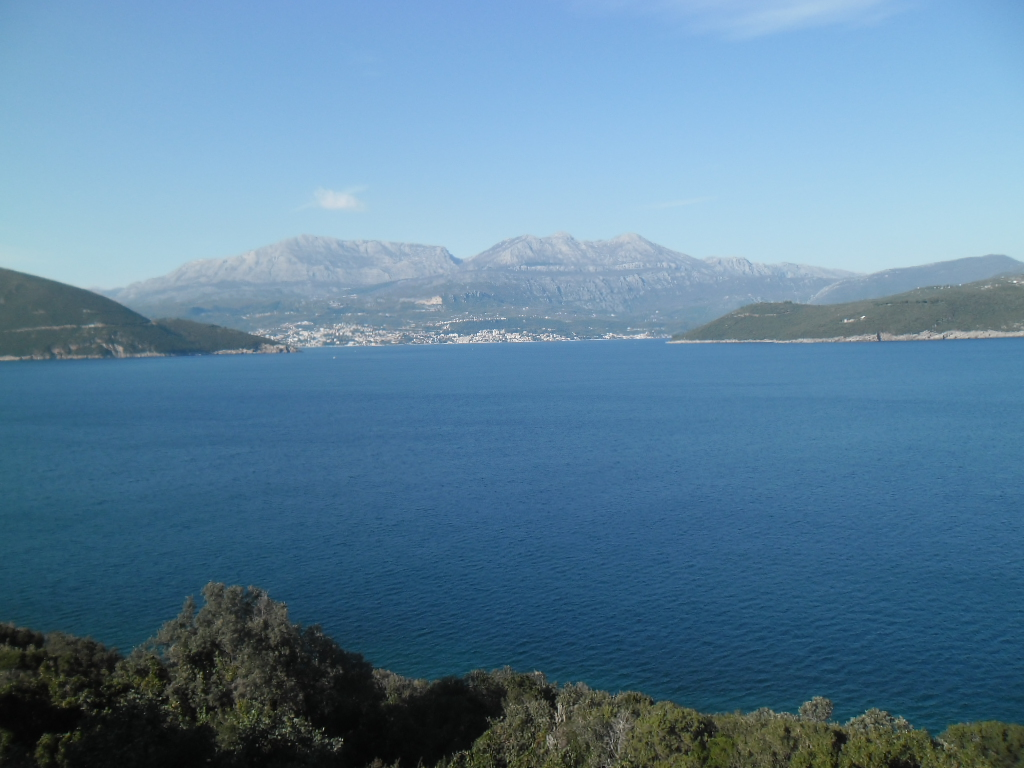
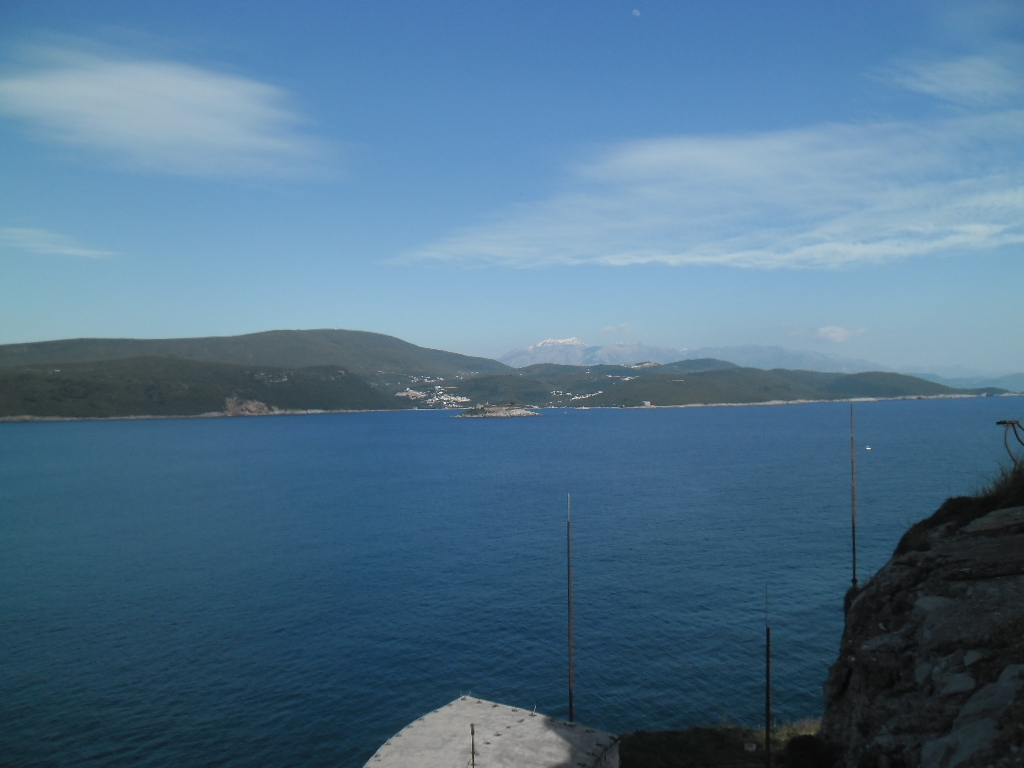